# Первомайский (Лихачевское сельское поселение)
Первомайский — поселок в Устьянском районе Архангельской области.

## География
Находится в южной части Архангельской области на расстоянии приблизительно 83 км на северо-восток по прямой от административного центра района поселка Октябрьский.

## История
Поселок была отмечен только уже на карте 1984 года. До 2022 года входил в Лихачёвское сельское поселение до его упразднения.

## Население
Численность населения: 310 человек (русские 94 %) в 2002 году, 118 в 2010.